# Shinahota
Shinahota est une localité du département de Cochabamba en Bolivie située dans la province de Tiraque. Sa population s'élevait à 4 291 habitants en 2001.